# Dragon Ball Super: Super Hero
Dragon Ball Super: Super Hero (ドラゴンボール超スーパーヒーロー?, Doragon Bōru Sūpā Sūpā Hīrō) è un film d'animazione scritto da Akira Toriyama e diretto da Tetsuro Kodama. È parte del franchise di Dragon Ball e costituisce il 21º film della serie e il secondo lungometraggio della serie televisiva anime Dragon Ball Super. Il film, prodotto da Toei Animation, era programmato per uscire il 22 aprile 2022, ma a seguito di un attacco hacker ai danni dello studio, è stato proiettato nelle sale cinematografiche giapponesi l'11 giugno.
Nel film, Junior e il suo ex allievo Gohan si recano in missione per salvare il mondo dall'armata dell'Esercito del Fiocco Rosso appena riformata. Il film è il primo a introdurre una reiterazione di Cell dopo l'originale saga di Cell. Il personaggio, che originariamente era una base umana dell'Androide C-21 di Dragon Ball FighterZ, ha fatto un cameo nel film. È il primo film della serie ad essere prodotto principalmente utilizzando l'animazione 3D. Questo è il primo film di Dragon Ball dal 1996 a non essere co-distribuito dai 20th Century Studios, le cui attività giapponesi sono state assorbite dalla Disney in seguito all'acquisizione della 21st Century Fox da parte della stessa Disney.
Ha ricevuto recensioni positive dalla critica, con elogi per la nostalgia, la caratterizzazione, il fanservice non-stop, le sequenze di combattimento ben animate, l'umorismo e la trama. La pellicola ha incassato 13,8 miliardi di yen (circa 102,5 milioni di dollari) in tutto il mondo, diventando il secondo film di Dragon Ball con il maggior incasso.

## Trama
Il Comandante Magenta, capo dell'Esercito del Fiocco Rosso, cerca di far rivivere l'armata precedentemente guidata da suo padre, il Comandante Red, che anni prima fu distrutta da Goku. Magenta e il suo assistente Carmine cercano di reclutare il dottor Hedo, nipote del dottor Gelo, che è a sua volta uno scienziato. Ossessionato dai supereroi, è stato rilasciato dal carcere dopo aver scontato una condanna per furto di cadaveri che ha utilizzato come base per creare androidi. Hedo accetta l'offerta, nonostante le sue riserve iniziali, dopo che Magenta lo convince che la Capsule Corporation di Bulma è un'organizzazione malvagia decisa a dominare il mondo.
Mentre Goku, Vegeta e Broly si stanno allenando sotto la guida di Whis sul pianeta di Beerus, Piccolo è infastidito dal fatto che Gohan stia sprecando il suo potenziale, mentre ne allena la figlia Pan. Piccolo viene poi attaccato da un androide del Fiocco rosso di nome Gamma 2, ma riesce a sfuggire all'androide e lo segue fino alla base. Piccolo si traveste da soldato per infiltrarsi in una riunione; scopre che Gamma 1 e 2 sono stati creati da Hedo per sconfiggere la Capsule Corporation e i loro alleati. Hedo utilizzò anche con riluttanza gli schemi di suo nonno su Cell per creare una versione migliorata, nota come Cell Max. Piccolo chiede a Bulma di mettersi in contatto con Whis per avvisare Goku e Vegeta della minaccia, ma non è in grado di raggiungerlo. Piccolo, dietro consiglio di Dende, chiede a Shenron di sbloccare il suo pieno potenziale prima di venire a conoscenza del piano di Magenta per rapire Pan al fine di attirare Gohan in una trappola.
Piccolo si offre volontario per il rapimento e ordina a Pan di stare al gioco. Infuriato dopo aver appreso del rapimento di sua figlia, Gohan lancia un assalto su vasta scala alla base del fiocco rosso e combatte Gamma 1 mentre Piccolo smascherandosi affronta Gamma 2, con il suo pieno potenziale che si manifesta in una nuova forma soprannominata "Orange Piccolo". Quest'ultimo riesce a convincere Gamma 2 che Magenta sta mentendo sulla Capsule Corporation, e i Gamma cambiano idea. Carmine viene messo fuori combattimento da Pan dopo aver tentato di ucciderla, mentre un furioso Magenta attiva Cell Max e viene ucciso da Hedo.
Cell Max emerge come un mostro gigante e furioso. Bulma arriva con Goten, Trunks, C-18 e Crili come rinforzi. Goten e Trunks cercano di fondersi in Gotenks, ma la loro tecnica di fusione è imperfetta. Tuttavia, Gotenks riesce a rompere il cranio di Cell Max, rivelando che non ha un'abilità di rigenerazione come il Cell originale. Gamma 2 si sacrifica nel tentativo di uccidere il nemico, ma riesce solo a distruggergli il braccio sinistro. Mentre Piccolo trattiene Cell Max, la rabbia interiore di Gohan si manifesta in una nuova forma in "Beast" e spara un Makankosappo, uccidendo Cell Max. Gohan si riunisce con Pan, mentre un pentito Hedo e Gamma 1 vengono assunti da Bulma nella Capsule Corporation.
In una scena post-credit, Vegeta sconfigge Goku in un lungo incontro di combattimento sul pianeta di Beerus, sferrando il colpo finale del match prima di crollare per la stanchezza.

## Produzione
La produzione di Super Hero è iniziata prima dell'uscita di Dragon Ball Super - Broly. È il primo film del franchise ad essere prodotto in gran parte in CGI, e il quarto ad avere un forte coinvolgimento del creatore della serie Akira Toriyama, che ha fornito il concept originale e il design dei personaggi. L'uso di immagini CGI è stata una decisione presa da Kodama, che ha esperienza nel loro utilizzo.
Per differenziare il film dai film precedenti, Junior e Gohan sono stati resi protagonisti (al contrario di Goku e Vegeta) e l'esercito del fiocco rosso è stato riportato in vita come antagonista. Toriyama ha disegnato personalmente i personaggi e Kodama ha spiegato che la narrazione avrebbe esplorato ulteriormente il dramma umano, in particolare l'idea che Gohan fosse un guerriero e uno studioso allo stesso tempo. Toriyama ha detto che voleva che la trama si concentrasse sulla relazione Gohan-Junior, dato che Junior motiva il suo ex allievo ad allenarsi anche più di suo padre, Goku.
Il film introduce nuove trasformazioni per Gohan e Junior. Gohan Beast (孫 悟飯・ビースト?, Son Gohan Bīsuto), una forma unica di Gohan, si basa sul risveglio dei suoi poteri ("la bestia selvaggia", secondo Toriyama) da ragazzo. Toriyama tentò di disegnare Gohan Beast con una "faccia spaventosa", ma scoprendo che questo non si adattava al suo personaggio, gli diede anche i capelli all'insù. Orange Piccolo (オレンジ・ピッコロ?, Orenji Pikkoro), che Toriyama considera la prima trasformazione di Piccolo, è stato reso arancione ed estremamente muscoloso per distinguerlo dalla sua forma regolare.
Hiroshi Kamiya e Mamoru Miyano doppiano gli androidi Gamma 1 e Gamma 2. Miyu Irino presta la voce al dottor Hedo. Kamiya è rimasto sorpreso dal suo casting, in quanto era un fan di Miyano, e anche perché i due sarebbero stati un duo di cattivi. Nonostante le somiglianze di entrambi gli androidi, Kamiya non vedeva l'ora di vedere potenziali differenze nelle loro personalità, in quanto avrebbe portato un elemento di sorpresa alla narrazione.

## Promozione
Il sequel di Dragon Ball Super - Broly è stato ufficialmente annunciato il 9 maggio 2021. Al San Diego Comic-Con International del 2021, una breve clip di Goku con il logo del film, rivelando il suo titolo come Dragon Ball Super: Super Hero, vennero mostrati i primi dettagli, tra cui il titolo del film, un teaser trailer ed i character design di Junior, Pan, Crili e di due nuovi personaggi, Gamma 1 e Gamma 2, insieme all'aspetto della casa di Junior. Il primo trailer fu distribuito il 7 ottobre 2021. La data d'uscita giapponese e un nuovo trailer furono mostrati in occasione di Jump Festa 2022.
Il film ha ricevuto un adattamento light novel da parte di Masatoshi Kusakabe, che è stato pubblicato in Giappone il 14 giugno 2022.

## Distribuzione
L'uscita del film in Giappone da Toei Company, inizialmente programmata per il 22 aprile 2022, venne spostata all'11 giugno a causa di un attacco hacker che costrinse Toei Animation a fermare alcune serie anime e a rimandare l'uscita di alcuni film. Il film è stato distribuito in IMAX, 4DX, Dolby Digital e MX4D. 20th Century Studios non ha avuto alcun coinvolgimento nella distribuzione di questo film a causa dell'assorbimento della loro divisione giapponese in quella della Disney il 1º settembre 2020 in seguito all'acquisizione della prima da parte di quest'ultima, rendendo questo film il primo ad essere distribuito da Toei in modo indipendente da Dragon Ball: The Path to Power (1996).
Nel mondo, Crunchyroll ha distribuito il film insieme a Sony Pictures Entertainment. In Italia è uscito nei cinema dal 29 settembre 2022.

### Home video
Dragon Ball Super: Super Hero è stato pubblicato in Blu-ray e DVD il 14 marzo 2023, successivamente anche in 4K. Il film presenta il doppiaggio in lingua inglese e in originale giapponese con sottotitoli in inglese.
Grazie ad Anime Factory e Plaion Pictures il film con audio italiano arriva in home video dvd o bluray + 4K con un cofanetto limitato da collezione il 20 febbraio 2025. Crunchyroll ha invece reso disponibile il film via streaming mondiale sul suo servizio già il 12 luglio 2023.  

### Edizione italiana
Il doppiaggio italiano è stato eseguito alla CDR di Roma con la direzione e dialoghi a cura di Giorgio Bassanelli Bisbal. Ci sono stati dei leggeri cambi nel cast, come Pan, doppiata da Chiara Fabiano invece che da Federica Valenti, e Dende, la cui voce nel film è di Mirko Cannella invece di Giuseppe Calvetti. Neri Marcorè riprende il ruolo del drago Shenron dal primo doppiaggio dei film storici. I nomi e la terminologia sono per lo più fedeli all'originale, anche se con alcune pronunce del doppiaggio televisivo (come Sayàn invece di Sàyan). Come il precedente film, il nome di Shenron è pronunciato Shenlòng.

## Accoglienza

### Incassi

#### Giappone
Dragon Ball Super: Super Hero ha superato il botteghino giapponese nel suo weekend di debutto, vendendo circa 498.000 biglietti e guadagnando circa 670 milioni di yen (circa 4,98 milioni di dollari). Nel suo secondo fine settimana, ha guadagnato 300 milioni di yen (circa 2,2 milioni di dollari), posizionandosi al secondo posto dietro Top Gun: Maverick. Dopo 12 giorni dall'uscita, il film aveva venduto oltre 1 milione di biglietti. Nel suo terzo fine settimana, è rimasto al secondo posto, guadagnando circa 232 milioni di yen (circa 1,71 milioni di dollari) da 166.000 biglietti. Ha venduto complessivamente 1,21 milioni di biglietti e ha guadagnato circa 1,64 miliardi di yen (circa 12,11 milioni di dollari).
Nel suo quarto fine settimana di uscita, Super Hero è sceso al quarto posto al botteghino, guadagnando circa 155 milioni di yen (circa 1,13 milioni di dollari). Nel suo quinto fine settimana, il film ha superato i 2 miliardi di yen (15,04 milioni di dollari), anche se è sceso al quinto posto con guadagni di 121 milioni di yen (circa 879.900 dollari). Nel suo sesto fine settimana, Super Hero è sceso al sesto posto, guadagnando circa 72,4 milioni di yen (circa $ 523.900). Nel settimo fine settimana del film nelle sale, ha guadagnato circa 44,3 milioni di yen (circa $ 324.600), scendendo all'ottavo posto.
Cumulativamente, ha guadagnato 2,3 miliardi di yen (circa 17,03 milioni di dollari), superando The Quintessential Quintuplets Movie per diventare il quarto film anime giapponese di maggior incasso del 2022.

#### Altri territori
Negli Stati Uniti e in Canada, è stato inizialmente previsto un incasso di 13-15 milioni di dollari da 3.130 cinema durante il weekend di apertura. Dopo aver guadagnato $ 10,74 milioni il primo giorno, inclusi $ 4,3 milioni dalle anteprime di giovedì sera, le stime sono state aumentate a $ 21-23 milioni. Ha debuttato con 21 milioni di dollari, in cima al botteghino. Nel suo secondo fine settimana, il film ha guadagnato 4,7 milioni di dollari, finendo quinto. Infine, il film ha guadagnato 38,1 milioni di dollari, diventando il quarto film anime di maggior incasso negli Stati Uniti.

### Critica
Sul sito aggregatore di recensioni Rotten Tomatoes il 93% delle recensioni di 57 critici sono positive, con una valutazione media di 7,3/10. Il sito web recita: "Mescolando azione splendidamente animata con un nuovo sviluppo del personaggio, Dragon Ball Super: Super Hero è tutto ciò che i fan del franchise cercheranno". Metacritic, ha assegnato al film un punteggio di 65 su 100, sulla base di 12 critici, indicando recensioni "generalmente favorevoli". Pubblico americano intervistato da PostTrak ha dato al film un punteggio positivo complessivo dell'85%, con il 75% che ha detto che lo consiglierebbe sicuramente, mentre il pubblico giapponese su Filmarks, la società di sondaggi giapponese, gli ha assegnato a un punteggio di 4,0 su 5,0.
Richard Eisenbeis di Anime News Network ha dato a Super Hero un B−. Ha notato i suoi ampi richiami ai precedenti momenti del franchise e ha apprezzato la storyline di Piccolo, che considera un personaggio trascurato. Ha anche elogiato l'animazione del film. Tuttavia, Eisenbeis ha criticato Cell Max per essere un cattivo poco brillante. Cezary Jan Strusiewicz di Polygon ha descritto il film come nostalgico, sottolineando la sua accessibilità ai fan occasionali e alle persone che non hanno mai visto Dragon Ball prima. A differenza di Eiseinbeis, a Strusiewicz non piaceva l'animazione, che trovava insolita per la serie.